# Tinodes tunisicus
Tinodes tunisicus är en nattsländeart som beskrevs av Malicky 1982. Tinodes tunisicus ingår i släktet Tinodes och familjen tunnelnattsländor. Inga underarter finns listade i Catalogue of Life.